# Ichneumon wurtembergicus
Ichneumon wurtembergicus är en stekelart som beskrevs av Cuvier 1833. Ichneumon wurtembergicus ingår i släktet Ichneumon och familjen brokparasitsteklar. Inga underarter finns listade i Catalogue of Life.